# Феликс Гал
Феликс Гал (њем. Felix Gall; Нисдорф Дебант, 27. фебруар 1998) аустријски је професионални бициклиста који тренутно вози за UCI ворлд тур тим Декатлон АГ2Р ла мондијал. Освојио је друмску трку за јуниоре на Свјетском првенству и остварио је једну етапну побједу на Тур де Франсу 

## Дјетињство и јуниорска каријера
Рођен је у општини Нисдорф Дебант у Тиролу и од дјетињства се бавио разним спортовима, као што су пењање, тенис, скијање и теквондо. Преко школских другова који су се бавили триатлоном, почео је да се бави бициклизмом.
Године 2015. освојио је првенство Аустрије у друмској вожњи за јуниоре, а касније током године освојио је и Свјетско првенство у друмској вожњи за јуниоре које је одржано у Ричмонду, побиједивши испред Клемента Бетуи Сира и Расмуса Педерсена. По повратку кући дочекало га је око хиљаду људи; добио је бициклистичку стипендију, курс за возачку дозволу и нови тркачки бицикл.
Године 2016. освојио је јуниорско такмичење Трофео Дориго Порте, док је 2017. потписао уговор са развојним тимом Санвеба. Током 2018. освојио је првенство Аустрије у друмској вожњи за возаче до 23 године и освојио је класификацију за најбољег младог возача на трци Тур де Савоја Мон Бланк. У марту 2019. освојио је трку Истарско прољеће уз једну етапну побједу.

## Професионална каријера
Након три године у развојном тиму, 2020. је потписао уговор са тимом Санвеб и почео је професионалну каријеру. Сезону је почео на трци Тур де Алпс Маритимс ет ди Вар у фебруару, након чега је сезона прекинута до августа због пандемије ковида 19, док је током 2021. имао проблема са болешћу и није остварио запажене резултате.
Након двије сезоне у Санвебу, који је током 2021. промијенио име у ДСМ, 2022. је прешао у АГ2Р ситроен. Имао је уговор са тимом ДСМ до краја 2022. али је због бројних несугласица између возача и управе одлучио да раскине уговор. У априлу, завршио је Тур оф Алпс на шестом мјесту у генералном пласману, након чега је возио своју прву гранд тур трку — Ђиро д’Италију.
Сезону 2023. почео је на Тур де Алпс Маритимс ет ди Вар трци, коју је завршио на шестом мјесту. У априлу је возио Вуелта ал Паис Баско трку, коју је завршио на десетом мјесту у генералном пласману и на другом мјесту у класификацији за најбољег младог возача, иза Брендона Макналтија, након чега је Тур де Алпс завршио на деветом мјесту у генералном пласману, минут и 20 секунди иза Теа Гејган Харта који је освојио трку, а крајем маја је завршио Меркан тур класик на другом мјесту, иза Ричарда Карапаза. На дан 9. јуна продужио је уговор са тимом АГ2Р до 2025. На Тур де Свис трци, трећу етапу је завршио на другом мјесту, три секунде иза Матијаса Скјелмосеа, а затим је остварио побједу из бијега на четвртој етапи, минут испред Ремка Евенепула, што му је била прва побједа у каријери и преузео је први мјесто у генералном пласману. Пету етапу је завршио на осмом мјесту, скоро минут иза Хуана Ајуса и пао је на друго мјесто у генералном пласману, док је лидерску мајицу преузео Скјелмосе. Хронометар на последњој, осмој етапи, завршио је три и по минута иза Ајуса и трку је завршио на осмом мјесту у генералном пласману. У јулу је возио Тур де Франс по први пут, гдје је дошао да ради за Бена О Конора. На петој етапи је отишао у бијег и завршио је на трећем мјесту, 32 секунде иза Џаја Хиндлија, преузевши тачкасту мајицу, за лидера брдске класификације, након што је прешао први преко успона Кол ди Суде. На етапи 14 тим Јумбо—визма је радио на челу и бјегунци су достигнути на 58 km до циља; возачи су отпадали један по један из главне групе, док у њој нису остали само Адам Јејтс, Јонас Вингегор и Тадеј Погачар. Хиндли и Гал су отпали на око 16 km до циља и завршили су минут и 46 секунди иза прве групе. Захваљујући томе што су и остали возачи изгубили вријеме, Гал је са 14 дошао на девето мјесто у генералном пласману. На етапи 17, која је била краљевска етапа и на којој је у финишу вожен успон Кол де ла Лоз укупне дужине од 28,1 km, отишао је у бијег заједно са још неколико возача који се боре за генерални пласман. О Конор је радио на челу током успона, као и Крис Харпер за Сајмона Јејтса, а на 7,5 km до врха Кол де ла Лоза, Гал је напао, што нико од бјегунаца није могао да прати. Вилко Келдерман је радио за Вингегора и смањивали су заостатак, али је телевизијски мотор блокирао кривину испред аутомобила у којем је био директор трке, који иде испред Вингегора, тако да су Келдерман и Вингегор морали да се зауставе, а онда да обилазе аутомобил. Гал је прешао први преко успона и дошао је до другог мјеста у брдској класификацији, пет бодова иза Чиконеа, након чега је возио по спусту и равном и остварио је побједу 34 секунде испред Сајмона Јејтса. На последњој брдској, етапи 20, на почетку последњег успона, на 15 km до циља, Погачар је напао из главне групе и пратио га је само Вингегор; успорили су јер нису хтјели да раде заједно, захваљујући чему их је достигао Гал, који је углавном радио на челу како би достигли бјегунце. Након што су их достигли, Погачар није хтио да ради како би их Адам Јејтс достигао, а на 5 km до циља достигли су их и Сајмон и Адам Јејтс, који је изашао на чело како би спремио спринт за Погачара. Вингегор је кренуо први да спринта, али га је Погачар обишао и побиједио, остваривши другу етапну побједу на трци, док је Гал завршио на другом мјесту. Тур је завршио на осмом мјесту у генералном пласману, 16 минута иза Вингегора и на трећем мјесту у класификацији за најбољег младог возача, шест минута иза Погачара. Недељу дана касније завршио је Класик Сан Себастијан на 20 мјесту, три минута иза Евенепула.
У марту 2024. продужио је уговор са тимом до 2026. године.